# Ian Hannah
Ian Campbell Hannah (16 décembre 1874 - 7 juillet 1944) est un universitaire, écrivain et homme politique du Parti conservateur britannique.

## Biographie
Il est né à Chichester, le fils aîné du révérend John Julius Hannah, le vicaire de Brighton et plus tard doyen de Chichester. Il fait ses études à la Windlesham House School, au Winchester College et au Trinity College de Cambridge. En 1899, son frère cadet, William, est l'une des premières victimes de la seconde guerre des Boers lorsqu'il est tué par la chute d'un obus le lendemain de la bataille de Talana Hill.
Hannah est président de l'Université de King's College, à Windsor, en Nouvelle-Écosse, de 1904 à 1906. En 1904, il épouse l'artiste américaine Edith Brand. Après un séjour en Angleterre, Hannah retourne en Amérique en 1915 pour devenir professeur d'histoire de l'Église au Oberlin Theological Seminary. Il retourne de nouveau au Royaume-Uni en 1925, pour vivre dans son domaine familial près d'Édimbourg.
Il se présente pour la première fois au parlement en tant que candidat libéral de Sunderland aux élections générales de 1924, sans succès. Il est élu député de la circonscription de Bilston aux élections générales de 1935 et occupe le siège jusqu'à sa mort en fonction en 1944 à l'âge de 69 ans.
Hannah publie plusieurs livres, dont beaucoup avec des illustrations de sa femme, dont Sussex (1912), Berwick and the Lothians (1913), The Heart of East Anglia et Capitals of the Northlands (1914) et The Story of Scotland in Stone (1934). Il est également membre et conférencier fréquent à la Sussex Archaeological Society, produisant des articles sur l'école prébendale de Chichester, le Vicars' Close à Chichester et sur la ville de Crawley, et plus tard sur les maisons de Chichester Close, Brabletye et West Hothly.